# Descargamaría
Descargamaría és un municipi de la província de Càceres, a la comunitat autònoma d'Extremadura (Espanya). Limitan al nord amb Sahugo i Robledillo de Gata, al sud amb Santibáñez el Alto i Cadalso, a l'est amb Pinofranqueado i a l'oest amb Villasrrubias i Robleda.